# 圣玛丽 (伊勒-维莱讷省)
圣玛丽（法語：Sainte-Marie，法語發音：[sɛ̃t maʁi] ⓘ）是法国伊勒-维莱讷省的一个市镇，位于该省西南部，属于勒东区。

## 地理
圣玛丽（47°41'38"N, 2°0'3"W）面积25.28 平方千米，位于法国布列塔尼大區伊勒-维莱讷省，该省份为法国西北部沿海省份，位于布列塔尼半岛东部，北濒大西洋，西接阿摩尔滨海省和莫尔比昂省，南至大西洋卢瓦尔省，西南端接曼恩-卢瓦尔省，东临马耶讷省，东北与芒什省接壤。
与圣玛丽接壤的市镇（或旧市镇、城区）包括：勒纳克、乌斯特河畔班、勒东、阿韦萨克、圣尼古拉德勒东。

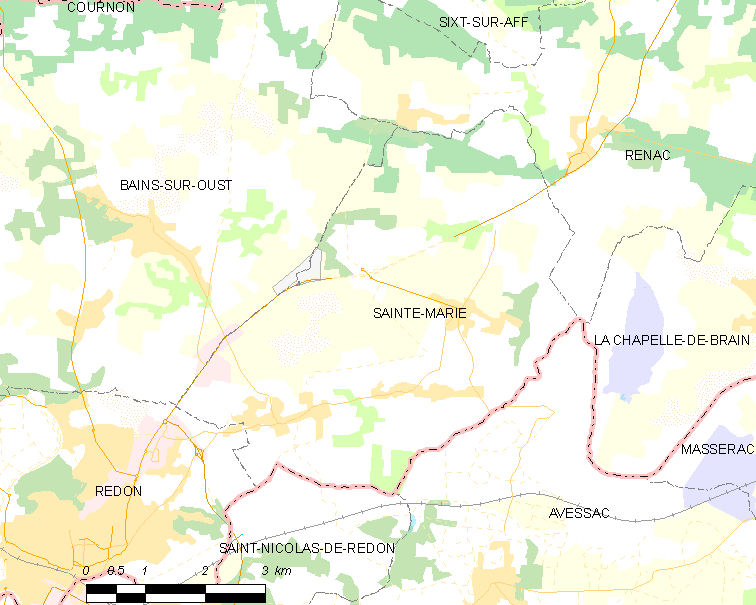
的OSM定位图

圣玛丽的时区为UTC+01:00、UTC+02:00（夏令时）。

## 行政
圣玛丽的邮政编码为35600，INSEE市镇编码为35294。

## 政治
圣玛丽所属的省级选区为勒东县。

## 人口

1962-2008年间人口变化图示

圣玛丽于2022年1月1日时的人口数量为2249人。